# Guebwiller
Guebwiller (en idioma francés y oficialmente, Gebweiler en idioma alemán, Gawiller en alsaciano) es una localidad y comuna francesa, situada en el departamento de Alto Rin, en la región  de Gran Este.
Sus habitantes reciben en idioma francés el gentílico de Guebwillerois y Guebwilleroises.

## Demografía
| 10 944 | 11 525 |
| Para los censos de 1962 a 1999 la población legal corresponde a la población sin duplicidades (Fuente: INSEE [Consultar]) |        |

## Patrimonio artístico y cultural

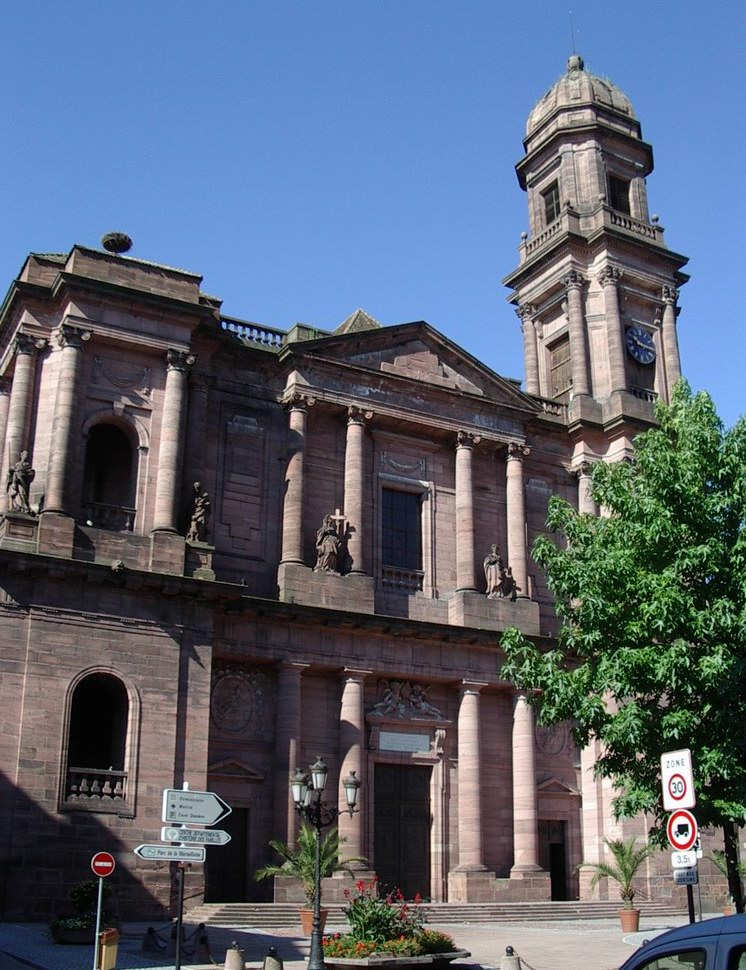
Guebwiller, iglesia de Nuestra Señora.

- Iglesia de Saint-Léger (siglo XII y XIII), en estilo románico renano tardío
- Iglesia y claustro de los dominicos
- Iglesia de Notre-Dame (1760-1785)
- Ayuntamiento, en estilo gótico flambeante (1514)
- Vestigios del castillo de Hugstein
- Ruinas del castillo de Burgstall
- Museo cerámico del valle de Florival, colección de obras de Théodore Deck

## Personajes célebres
- Alfred Kastler (1902-1984), Premio Nobel de Física en 1966
- François Joseph Rudler (1757-1837), miembro del Directorio, caballero de la Legión de Honor y Barón del Imperio
- Théodore Deck (1823-1891), artista ceramista
- Andreas Bauer (1866-1900), fraile franciscano, misionero y mártir en China.